# Površina
Površína je v geometriji merilo za velikost ploskve. Površina je v tesni zvezi s ploščino in v nekaterih jezikih uporabljajo za oba pojma isto besedo. V slovenščini se izraz ploščina praviloma uporablja za dvorazsežne objekte (like – dele ravnine), površina pa za trirazsežne objekte (telesa – dele prostora).
V slovenski matematiki je oznaka za površino velika črka P (začetna črka besede površina), v novejšem času pa se uveljavlja tudi velika črka S (začetna črka latinske besede superficium). V tujih jezikih se pogosto sreča tudi oznako A (začetna črka latinske besede area).

## Površina oglatega telesa
Za ploskev, ki je sestavljena iz več ravnih ploskvic, je površina enaka vsoti ploščin posameznih ploskvic. To definicijo se pogosto sreča v povezavi s poliedri (oglatimi telesi): površina poliedra je vsota ploščin vseh njegovih mejnih ploskev. Površino poliedra se lahko ponazori tako, da se vse ploskve razgrne v isto ravnino – tako dobljena slika se imenuje mreža geometrijskega telesa.
Za neravne ploskve je stroga matematična definicija nekoliko bolj zapletena, a v bistvu gre za isto načelo: površina je vsota ploščin infinitezimalno majhnih ploskvic, ki pokrivajo dano ploskev. Če je ploskev podana kot funkcija dveh spremenljivk z = f(x,y) (za (x,y) z danega območja D), potem je površina ploskve enaka:
{\displaystyle P=\int _{D}{\sqrt {1+\left({\frac {\partial f}{\partial x}}\right)^{2}+\left({\frac {\partial f}{\partial y}}\right)^{2}}}\,\mathrm {d} x\,\mathrm {d} y\!\,.}

## Formule za površino
Za računanje površin teles se uporablja naslednje formule:
- površina kocke z robom a:

{\displaystyle P=6a^{2}\!\,.}
- površina kvadra z robovi a, b in c:

{\displaystyle P=2ab+2ac+2bc\!\,.}
- površina prizme:

{\displaystyle P=2{\mathcal {O}}+pl\!\,} (O je ploščina osnovne ploskve, pl je površina plašča).
- površina pokončne prizme:

{\displaystyle P=2{\mathcal {O}}+ov\!\,} (O je ploščina osnovne ploskve, o je obseg osnovne ploskve, v je višina prizme).
- površina pokončnega krožnega valja s polmerom r in višino v:

{\displaystyle P=2\pi r^{2}+2\pi rv\!\,.}
- površina piramide:

{\displaystyle P={\mathcal {O}}+pl\!\,} (O je ploščina osnovne ploskve, pl je površina plašča).
- površina pokončnega krožnega stožca s polmerom r, višino v in stranskim robom (stranico) s:

{\displaystyle P=\pi r^{2}+\pi rs\!\,.}
- površina krogle s polmerom r:

{\displaystyle P=4\pi r^{2}\!\,.}

## Enote za merjenje površine
Vsaka enota za dolžino ima ujemajočo se enoto za površino, in sicer površino kvadrata z dano dolžino stranice. Tako lahko površine merimo v kvadratnih metrih (m2), kvadratnih centimetrih (cm2), kvadratnih milimetrih (mm2), kvadratnih kilometrih (km2), kvadratnih čevljih (ft2), kvadratnih jardih (yd2), kvadratnih miljah (mi2) in tako naprej. Algebraično si lahko te enote predstavljamo kot kvadrate ustreznih dolžinskih enot.
Enota SI za površino je kvadratni meter, ki velja za izpeljano enoto SI.

### Pretvorbe
Izračun površine kvadrata, katerega dolžina in širina sta 1 meter, bi bil:
1 meter × 1 meter = 1 m 2
Pravokotnik z različnimi stranicami (recimo dolžino 3 metre in širino 2 metra) bi imel površino v kvadratnih enotah, ki jo je mogoče izračunati kot:
3 metre × 2 metra = 6 m 2. To je enakovredno 6 milijonom kvadratnih milimetrov. Druge uporabne pretvorbe so:
- 1 kvadratni kilometer = 1.000.000 kvadratnih metrov
- 1 kvadratni meter = 10.000 kvadratnih centimetrov = 1.000.000 kvadratnih milimetrov
- 1 kvadratni centimeter = 100 kvadratnih milimetrov.

#### Nemetrične enote
V nemetričnih enotah je pretvorba med dvema kvadratnima enotama kvadrat pretvorbe med ustreznima dolžinskima enotama.
1 čevelj = 12 palcev,
razmerje med kvadratnimi čevlji in kvadratnimi palci je
1 kvadratni čevelj = 144 kvadratnih palcev,
kjer je 144 = 122 = 12 × 12. Podobno:
- 1 kvadratni jard = 9 kvadratnih čevljev
- 1 kvadratna milja = 3.097.600 kvadratnih jardov = 27.878.400 kvadratnih čevljev

Poleg tega pretvorbeni faktorji vključujejo:
- 1 kvadratni palec = 6,4516 kvadratnih centimetrov
- 1 kvadratni čevelj = 0,092 903 04 kvadratnih metrov
- 1 kvadratni jard = 0,836 127 36 kvadratnih metrov
- 1 kvadratna milja = 2,589 988 110 336 kvadratnih kilometrov

### Druge enote, vključno z zgodovinskimi
Obstaja več drugih enot za površino. Ar je bila v metričnem sistemu prvotna enota za površino:
- 1 ar = 100 kvadratnih metrov

Čeprav se ar ni več uporabljal, se hektar še vedno pogosto uporablja za merjenje zemeljske površine:
- 1 hektar = 100 arov = 10.000 kvadratnih metrov = 0,01 kvadratnih kilometrov

Aker se prav tako običajno uporablja za merjenje zemljišč, kjer
- 1 hektar = 4.840 kvadratnih jardov = 43.560 kvadratnih čevljev.

Aker je približno 40% hektarja.
Na atomski lestvici se površina meri v enotah barnov, tako da:
- 1 barn = 10−28 kvadratnih metrov.

Barn se običajno uporablja pri opisovanju prečnega prereza interakcije v jedrski fiziki.
V Indiji,
- 20 dhurki = 1 dhur
- 20 dhur = 1 khatha
- 20 khata = 1 bigha
- 32 khata = 1 aker